# Steve Johnson (Tennisspieler)
Steve Johnson (* 24. Dezember 1989 in Orange, Kalifornien) ist ein ehemaliger US-amerikanischer Tennisspieler.

## Persönliches
Steve Johnson wurde in Orange geboren, wo er auch aufwuchs. Sein Vater Steve Sr. war Tennistrainer, seine Mutter Michelle Professorin der Mathematik. Im Mai 2017 starb sein Vater überraschend mit 58 Jahren. Johnson, der an der University of Southern California (USC) studiert, hat außerdem eine Schwester, Alison.

## Karriere
Johnson, der auf College-Ebene für die USC Trojans aktiv und erfolgreich war, feierte elf Turniererfolge auf der Challenger Tour, davon neun im Einzel und zwei im Doppel. Auf der ATP World Tour debütierte er 2010, als er sich in Los Angeles erstmals für das Hauptfeld qualifizierte. In der ersten Runde unterlag er Somdev Devvarman. Bei Grand-Slam-Turnieren war er aufgrund von Wildcards zunächst nur bei den US Open im Hauptfeld. 2012 gelang ihm im Einzel die erste Überraschung, als er bis in die dritte Runde einziehen konnte. Er besiegte dabei Rajeev Ram und Ernests Gulbis, ehe er an Richard Gasquet scheiterte. Im Doppel überstand er mit Jack Sock ebenfalls überraschend die Auftaktrunde. Mit 1:6, 7:64, 6:2 besiegten die beiden das zu dem Zeitpunkt führende Doppel der Weltrangliste, Daniel Nestor und Maks Mirny. In der zweiten Runde unterlagen Johnson und Sock ihren Gegnern jedoch glatt in zwei Sätzen. In der Tennisweltrangliste spielte er sich stetig nach oben und erreichte auf der World Tour in der Saison 2015 erstmals ein Finale. In Wien unterlag er David Ferrer in drei Sätzen. Bei den US Open 2015 erreichte er mit Sam Querrey das Halbfinale. Im März 2024 beendete er seine Karriere.
2015 spielte er erstmals für die Davis-Cup-Mannschaft der Vereinigten Staaten und gehörte auch 2017 und 2018 mehrfach zum US-amerikanischen Kader. In insgesamt fünf Begegnungen kam Johnson zum Einsatz und gewann eine seiner vier Einzelpartien. Im Doppel blieb er in allen vier Partien siegreich.

## Erfolge
| Legende (Anzahl der Siege)  |
| Grand Slam                  |
| ATP World Tour Finals       |
| ATP World Tour Masters 1000 |
| ATP World Tour 500          |
| ATP World Tour 250 (6)      |
| ATP Challenger Tour (11)    |

| ATP-Titel nach Belag |
| Hartplatz (0)        |
| Sand (3)             |
| Rasen (3)            |

### Einzel

#### Turniersiege

##### ATP World Tour
| Nr. | Datum          | Turnier     | Belag | Finalgegner         | Ergebnis       |
| --- | -------------- | ----------- | ----- | ------------------- | -------------- |
| 1.  | 25. Juni 2016  | Nottingham  | Rasen | Pablo Cuevas        | 7:65, 7:5      |
| 2.  | 16. April 2017 | Houston (1) | Sand  | Thomaz Bellucci     | 6:4, 4:6, 7:65 |
| 3.  | 15. April 2018 | Houston (2) | Sand  | Tennys Sandgren     | 7:62, 2:6, 6:4 |
| 4.  | 22. Juli 2018  | Newport     | Rasen | Ramkumar Ramanathan | 7:5, 3:6, 6:2  |

##### ATP Challenger Tour
| Nr. | Datum           | Turnier          | Belag         | Finalgegner        | Ergebnis        |
| --- | --------------- | ---------------- | ------------- | ------------------ | --------------- |
| 1.  | 12. August 2012 | Aptos (1)        | Hartplatz     | Robert Farah       | 6:3, 6:3        |
| 2.  | 15. Juni 2013   | Nottingham       | Rasen         | Ruben Bemelmans    | 7:5, 7:5        |
| 3.  | 8. Februar 2014 | Dallas           | Hartplatz (i) | Malek Jaziri       | 6:4, 6:4        |
| 4.  | 6. April 2014   | Le Gosier        | Hartplatz     | Kenny de Schepper  | 6:1, 6:75, 7:62 |
| 5.  | 11. August 2019 | Aptos (2)        | Hartplatz     | Dominik Koepfer    | 6:4, 7:64       |
| 6.  | 18. Januar 2020 | Bendigo          | Hartplatz     | Stefano Travaglia  | 7:62, 7:63      |
| 7.  | 8. März 2020    | Indian Wells     | Hartplatz     | Jack Sock          | 6:4, 6:4        |
| 8.  | 9. Juli 2023    | Bloomfield Hills | Hartplatz     | Michail Kukuschkin | 6:4, 6:77, 7:64 |
| 9.  | 6. August 2023  | Lexington        | Hartplatz     | Arthur Cazaux      | 7:65, 6:4       |

#### Finalteilnahmen
| Nr. | Datum            | Turnier       | Belag         | Finalgegner     | Ergebnis      |
| --- | ---------------- | ------------- | ------------- | --------------- | ------------- |
| 1.  | 25. Oktober 2015 | Wien          | Hartplatz (i) | David Ferrer    | 6:4, 4:6, 5:7 |
| 2.  | 25. August 2018  | Winston-Salem | Hartplatz     | Daniil Medwedew | 4:6, 4:6      |

### Doppel

#### Turniersiege

##### ATP World Tour
| Nr. | Datum         | Turnier | Belag | Partner          | Finalgegner                | Ergebnis |
| --- | ------------- | ------- | ----- | ---------------- | -------------------------- | -------- |
| 1.  | 21. Mai 2016  | Genf    | Sand  | Sam Querrey      | Raven Klaasen Rajeev Ram   | 6:4, 6:1 |
| 2.  | 17. Juli 2022 | Newport | Rasen | William Blumberg | Raven Klaasen Marcelo Melo | 6:4, 7:5 |

##### ATP Challenger Tour
| Nr. | Datum             | Turnier         | Belag         | Partner         | Finalgegner                  | Ergebnis          |
| --- | ----------------- | --------------- | ------------- | --------------- | ---------------------------- | ----------------- |
| 1.  | 4. September 2011 | Knoxville       | Hartplatz     | Austin Krajicek | Adam Hubble Frederik Nielsen | 3:6, 6:4, [13:11] |
| 2.  | 3. November 2013  | Charlottesville | Hartplatz (i) | Tim Smyczek     | Jarmere Jenkins Donald Young | 6:4, 6:3          |

#### Finalteilnahmen
| Nr. | Datum            | Turnier       | Belag         | Partner         | Finalgegner                           | Ergebnis          |
| --- | ---------------- | ------------- | ------------- | --------------- | ------------------------------------- | ----------------- |
| 1.  | 27. Juli 2014    | Atlanta       | Hartplatz     | Sam Querrey     | Vasek Pospisil Jack Sock              | 3:6, 7:5, [5:10]  |
| 2.  | 14. Februar 2016 | Memphis (1)   | Hartplatz (i) | Sam Querrey     | Mariusz Fyrstenberg Santiago González | 4:6, 4:6          |
| 3.  | 19. Februar 2017 | Memphis (2)   | Hartplatz (i) | Ryan Harrison   | Brian Baker Nikola Mektić             | 3:6, 4:6          |
| 4.  | 16. Februar 2020 | New York City | Hartplatz (i) | Reilly Opelka   | Dominic Inglot Aisam-ul-Haq Qureshi   | 6:75, 6:76        |
| 5.  | 1. August 2021   | Atlanta       | Hartplatz     | Jordan Thompson | Reilly Opelka Jannik Sinner           | 4:6, 7:66, [3:10] |
| 6.  | 22. August 2021  | Cincinnati    | Hartplatz     | Austin Krajicek | Marcel Granollers Horacio Zeballos    | 6:75, 6:75        |

## Abschneiden bei Grand-Slam-Turnieren

### Einzel
| Turnier         | 2010 | 2011 | 2012 | 2013 | 2014 | 2015 | 2016 | 2017 | 2018 | 2019 | 2020 | 2021 | 2022 | 2023 | Karriere |
| --------------- | ---- | ---- | ---- | ---- | ---- | ---- | ---- | ---- | ---- | ---- | ---- | ---- | ---- | ---- | -------- |
| Australian Open | —    | —    | —    | 1    | 1    | 3    | 3    | 2    | 1    | 1    | 1    | —    | 2    | —    | 3        |
| French Open     | —    | —    | —    | 1    | 2    | 3    | 1    | 3    | 3    | 1    | 1    | 3    | 2    | Q1   | 3        |
| Wimbledon       | —    | —    | —    | 1    | 1    | 2    | AF   | 3    | 1    | 3    |      | 2    | 3    | Q1   | AF       |
| US Open         | Q1   | 1    | 3    | 1    | 1    | 1    | 2    | 2    | 2    | 1    | 2    | 2    | 1    | 1    | 3        |

Zeichenerklärung: S = Turniersieg; F, HF, VF, AF = Einzug ins Finale / Halbfinale / Viertelfinale / Achtelfinale; 1, 2, 3 = Ausscheiden in der 1. / 2. / 3. Hauptrunde; Q1, Q2, Q3 = Ausscheiden in der 1. / 2. / 3. Qualifikationsrunde; nicht ausgetragen

### Doppel
| Turnier         | 2011 | 2012 | 2013 | 2014 | 2015 | 2016 | 2017 | 2018 | 2019 | 2020 | 2021 | 2022 | 2023 | Karriere |
| --------------- | ---- | ---- | ---- | ---- | ---- | ---- | ---- | ---- | ---- | ---- | ---- | ---- | ---- | -------- |
| Australian Open | —    | —    | —    | —    | 1    | 2    | —    | 2    | 2    | AF   | —    | —    | —    | AF       |
| French Open     | —    | —    | —    | 1    | 2    | —    | 1    | AF   | 1    | 1    | 1    | —    | —    | AF       |
| Wimbledon       | —    | —    | 1    | —    | 2    | 1    | —    | —    | —    |      | —    | 1    | —    | 2        |
| US Open         | 1    | 2    | 1    | 1    | HF   | 1    | 1    | —    | 1    | —    | HF   | 1    | 1    | HF       |

### Mixed
| Turnier         | 2011 | 2012 | 2013 | 2014 | 2015 | 2016 | 2017 | Karriere |
| --------------- | ---- | ---- | ---- | ---- | ---- | ---- | ---- | -------- |
| Australian Open | —    | —    | —    | —    | —    | —    | —    | —        |
| French Open     | —    | —    | —    | —    | —    | —    | 1    | 1        |
| Wimbledon       | —    | —    | —    | —    | —    | —    | —    | —        |
| US Open         | VF   | 1    | —    | —    | —    | —    | —    | VF       |